# Simão Durando
Simão Amorim Durando Filho (nascido em 24 de setembro de 1972) é um publicitário e político brasileiro, atualmente prefeito de Petrolina, no estado de Pernambuco. Filiado ao União Brasil (UB), foi eleito vice-prefeito em 2020, assumiu o cargo de prefeito em 2022 e foi reeleito em 2024, no primeiro turno, com 59,16% dos votos válidos.

## Carreira política
Assumiu a Prefeitura em 30 de março de 2022, após a renúncia do então prefeito Miguel Coelho.

## Reeleição
Em 2024, foi reeleito no primeiro turno com 59,16% dos votos válidos, somando 107.806 votos.

## Gestão
- Implantação da Orla III com investimento de R$ 16 milhões;[5]

## Premiações
A gestão recebeu prêmios nacionais e estaduais:
- Prêmio Band Cidades Excelentes 2024;[6]
- Prêmio Prefeitura Amiga da Mulher – Alepe;[7]
- Prêmio Prefeito Amigo da Criança – Fundação Abrinq;[8]
- Reconhecimento nacional em inovação digital – ANCITI Awards 2023;[9]